# عارفه منصوری
عارفه منصوری (زاده ۱۷ آبان ۱۳۵۹ در تهران) طراح مد و تولیدکننده لباس عروس با دوخت سفارشی و اوت کوتور، و طراح لباس در صنعت فیلم‌سازی ایالات متحده است.

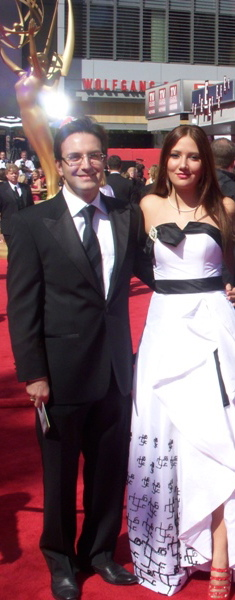
عارفه منصوری در فرش قرمز امی (نوکیا تئاتر سپتامبر ۰۲۰۰۹ میلادی)

## زندگی‌نامه
منصوری در سن ۱۶ سالگی ایران را به مقصد کانادا ترک کرد. وی تحصیلات خود را در مقطع کارشناسی با گرایش زیست‌شناسی در دانشگاه کونکوردیا به قصد تحصیل در علوم پزشکی آغاز کرد، ولی با توجه به علاقه ایکه در رشته طراحی لباس داشت در کالج لسل شهر مونترال مشغول تحصیل گردید. سپس با نوآوریهایی که در عرصه مد و طراحی ارائه کرد خط تولید لباس زنانه خود را آغاز کرد. در این بین با توجه به استقبالی که از لباس‌های وی گردید از یک شرکت ایتالیایی در میلان به عنوان مدیر طراح لباس پیشنهاد همکاری دریافت کرد. پس از همکاری با این شرکت به لحاظ گسترش کار و پیشرفت روزافزون به آمریکا مهاجرت کرد و در ادامه مارک اختصاصی خود به طراحی لباس‌های مد روز به ویژه لباس عروس با دوخت سفارشی و اوت کوتور پرداخت. طراحی‌های عارفه منصوری در فیلم‌های شناخته شده هالیوود مشهود است و همچنین او یکی از اعضای آکادمی هنر و علوم تلویزیون و صنف طراحان لباس است. وی در دانشگاه هاروارد، مدرسه دولتی جان اف کندی در رشته آموزش اجراییی تحصیل خود را به اتمام رسانید. فعالیت‌های او در مجلات بزرگ دنیا از جمله وگ، ال، ماری کلر، اینستایل و … به چاپ رسیده‌است. وی نایل به برنده جوایز متعددی در این زمینه گردیده‌است. منصوری در سال ۲۰۱۳ میلادی فروشگاه اختصاصی خود بنام عارفه را در پام بیچ، فلوریدا (Palm Beach) افتتاح کرد؛ و در سال ۲۰۱۶ فروشگاه عارفه به شهر میامی (Miami) انتقال پیدا کرد.

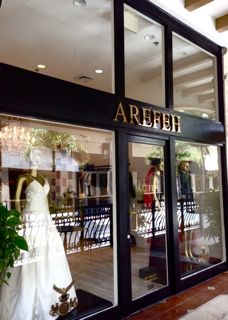
بوتیک عارفه(AREFEH) در پام بیچ، فلوریدا (Palm Beach) ایالات متحده آمریکا در سال ۲۰۱۳ میلادی